# Mezosfera (warstwa atmosfery)

Pionowy podział atmosfery ziemskiej z zachowaną skalą wysokości

Mezosfera – warstwa atmosfery planety, w której temperatura maleje z wysokością, a która nie przylega do powierzchni. Jest położona nad stratosferą, od której dzieli ją stratopauza, a pod termosferą, od której oddziela ją mezopauza. Jeśli planeta nie ma stratosfery, mezosfera może sąsiadować z troposferą (przez tropopauzę), w której wszakże gradient temperatury jest inny.

## Mezosfera ziemska

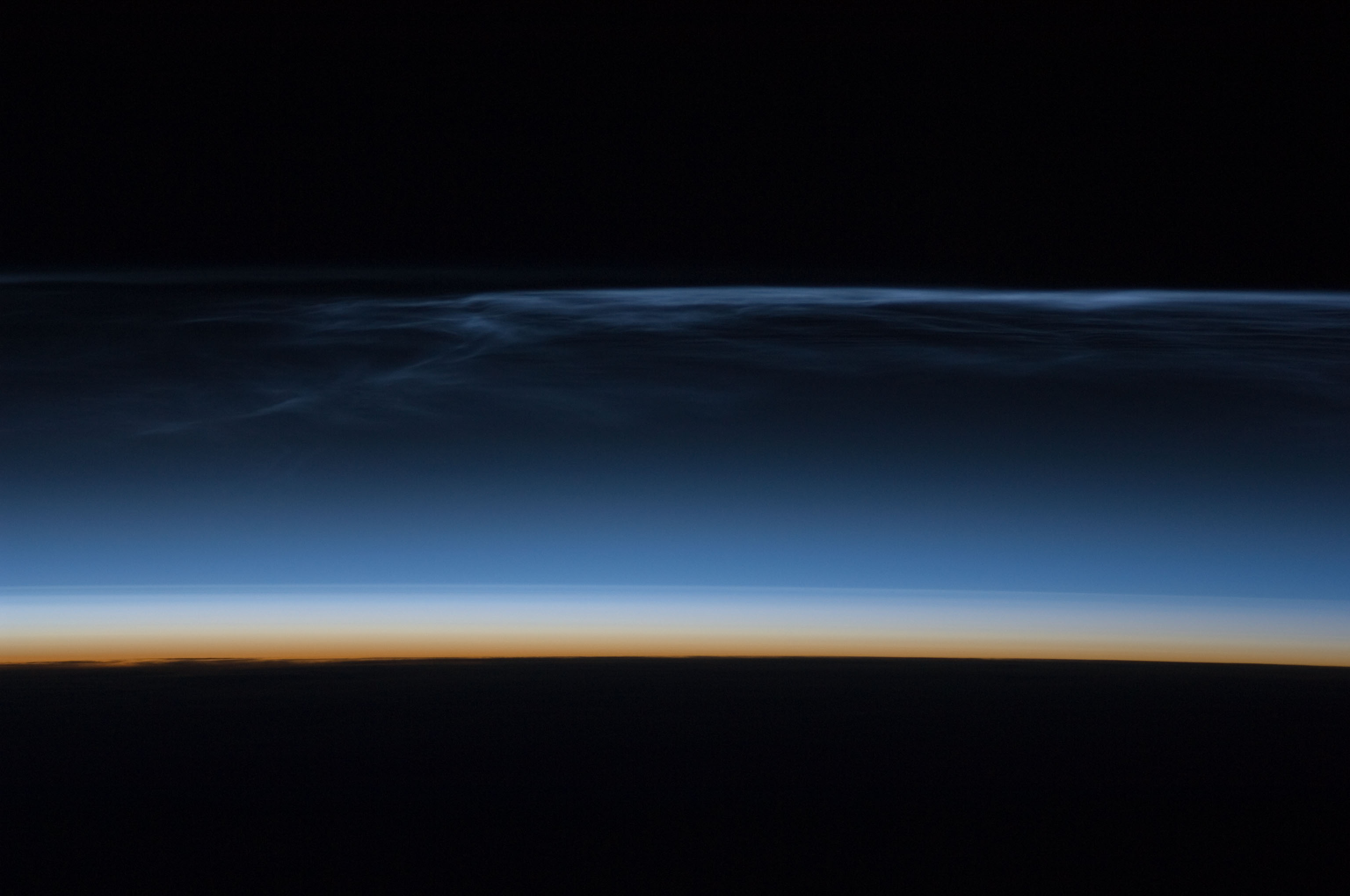
Polarne chmury mezosferyczne nad Azją widoczne z Międzynarodowej Stacji Kosmicznej

Ziemska mezosfera znajduje się na wysokości od 45–50 km do 85–90 km, między stratosferą a termosferą. Temperatura powietrza maleje w niej o 2,3 °C/km od ok. 0 °C, osiągając na górnej granicy −80, −90 °C, a nawet niższe wartości. Ilość głównych składników powietrza: tlenu i azotu, a także dwutlenku węgla w mezosferze jest niemal identyczna jak w niżej leżących warstwach atmosfery ziemskiej. Najważniejszą różnicą pomiędzy mezosferą a niższymi warstwami jest bardzo mała gęstość powietrza, znikoma zawartość pary wodnej i obecność ozonu. W górnej części mezosfery można czasami w nocy zaobserwować tzw. obłoki srebrzyste, znane też jako polarne chmury mezosferyczne; są to najwyższe chmury w atmosferze Ziemi. Ciśnienie osiąga tu wartość poniżej 1 hPa. Fale w atmosferze mogą przenosić ciepło z niższych warstw. Występują w niej turbulencje, prędkości wiatrów są bardzo zmienne: od 15 do 100 m/s. Do zjawisk występujących w mezosferze należą tzw. sprite („duszki”) i „elfy”, rodzaje wyładowań atmosferycznych do jonosfery występujące wysoko ponad chmurami burzowymi. Większość meteorów spala się w tym obszarze atmosfery, wzbogacając go w atomy żelaza i innych metali.
Mezosfera jest trudnym obszarem badań, jako że nie docierają do niej balony ani samoloty, a sztuczne satelity krążą powyżej mezopauzy, aby uniknąć oporów powietrza. Do badania tego obszaru atmosfery wykorzystuje się rakiety sondażowe, które mogą dokonać jedynie krótkich pomiarów.

## Mezosfery innych planet

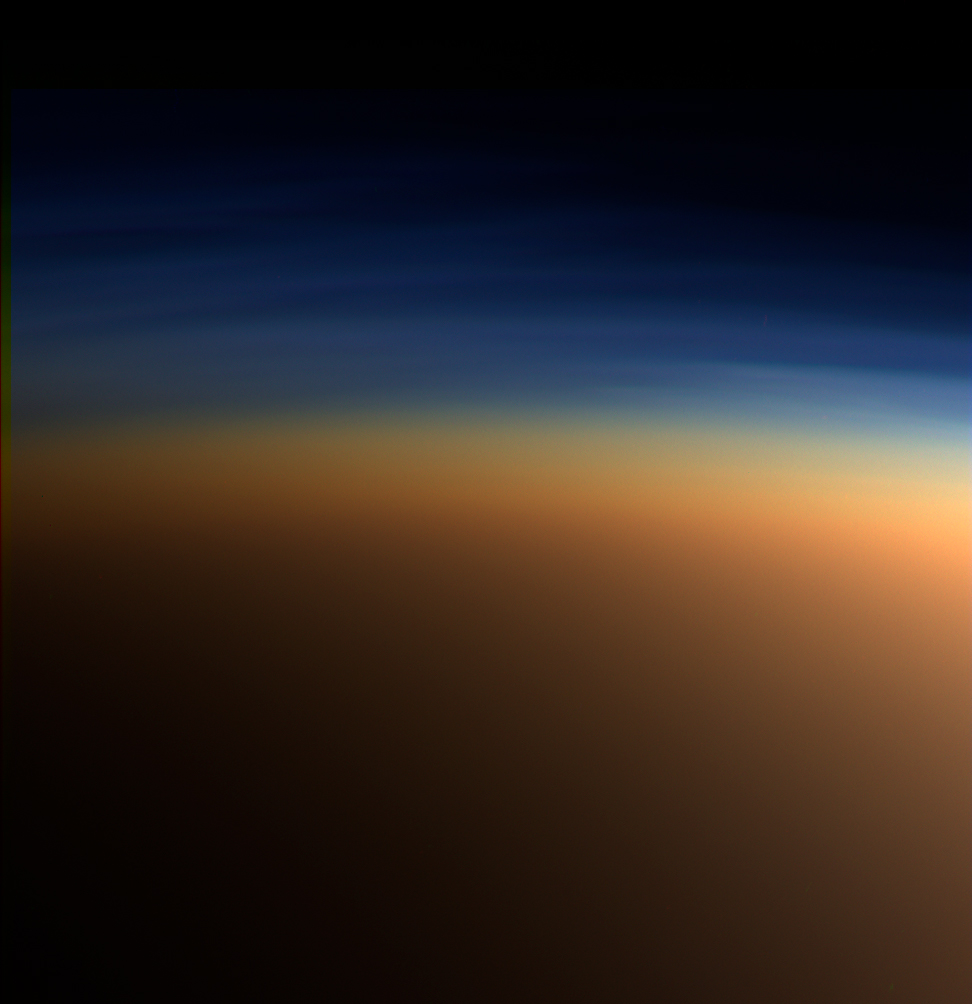
Wysokie warstwy atmosfery Tytana z błękitną warstwą aerozoli w mezosferze

Wszystkie ciała planetarne w Układzie Słonecznym o dostatecznie gęstej atmosferze mają warstwę określaną mianem mezosfery. Temperatura w atmosferze Wenus w obszarze od 65 do 100 km nad powierzchnią maleje prawie monotonicznie z wysokością i cały ten obszar określa się mianem mezosfery. Nie występuje pod nią stratosfera. Dobowe (tj. w trakcie jednego obrotu planety) wahania temperatury są nieznaczne. W mezosferze Marsa na wysokościach 70–100 km nad powierzchnią zaobserwowano chmury z suchego lodu (CO2). Tytan, największy księżyc Saturna, ma gęstą atmosferę z mezosferą, w której na wysokości 520 km nad powierzchnią występuje warstwa aerozoli. Jest ona oddzielona od niższych warstw mgły w atmosferze Tytana. Planety–olbrzymy mają mezosfery, których temperatury mają jednolity zakres wartości (około 140–150 K) pomimo różnej odległości od Słońca. Zapewne wiąże się to z identycznym mechanizmem utraty ciepła, przez emisję w zakresie linii widmowych etanu i acetylenu.